# Alfa Futebol Clube
O Alfa Futebol Clube é um clube brasileiro de futebol da cidade de São Paulo, capital do estado homônimo. Foi fundada em 1º de setembro de 1941.
Disputou apenas uma edição do campeonato paulista de profissionais, participando da terceira divisão (atual A3) em 1959. Atualmente o departamento de futebol do clube participa apenas de competições amadoras.

## Participações em estaduais
- Terceira Divisão = 1 (uma) - 1959